# ماذر زاسكيل
ماذر زاسكيل (بالإنجليزية: Mather Zickel)‏ هو ممثل أمريكي، ولد في 1970 بنيويورك في الولايات المتحدة.

## أعمال

### أفلام
- (2008) ريتشل تتزوج[4]

## وصلات خارجية
- ماذر زاسكيل على موقع IMDb (الإنجليزية)
- ماذر زاسكيل على موقع قاعدة بيانات الفيلم (الإنجليزية)